# Lopany
A Lopany (ukránul és oroszul: Ло́пань) egy folyó Ukrajna Harkivi területén, és Oroszország Belgorodi területén, az Udi folyó mellékfolyója. Nagyobb mellékfolyója a Harkiv. A folyó hossza 93 km, a medencéjének területe 2000 km². A forráshely a Belgorodi területen elhelyezkedő Viszjolaja Lopany és Oktyabrszkij falvak között található é. sz. 50° 30′ 00″, k. h. 36° 21′ 00″50.500000°N 36.350000°E. A folyó mellett található a városias jellegű Oktyabrszkij és Kazacsja Lopany nevű település, Dergacsi város, valamint a Harkiv folyóval való egybefolyásnál fekszik Harkiv városa. A torkolatától 17 km-re a vízhozam 2,24 m³/s. A folyó az Udiba torkollik, 52 km-rel annak torkolata előtt.A folyó lejtése 0,89 m/km. A folyó medre ritkán szétágazik szigeteket képezve. A meder szélessége 1–20 m, mélysége 0,3–1 m. A tavaszi áradáskor a folyó vízszintje 1,5–2 m-t emelkedik. A folyási sebesség 0,2–0,3 m/s, helyenként eléri a 0,8 m/s-ot is. A folyó partja alacsony, Harkiv területén gránittal van megerősítve és a medre ki van mélyítve. A folyót hóolvadék táplálja. Decemberben, januárban a folyó a meder aljáig befagy.